# Schleuse Plötzensee
Die Schleuse Plötzensee (ⓘ) ist eine Schiffsschleuse am Kilometer 7,45 des Berlin-Spandauer Schifffahrtskanals in Berlin. Sie befindet sich im Ortsteil Charlottenburg-Nord des Berliner Bezirks Charlottenburg-Wilmersdorf. Die Doppelkammerschleuse verbindet den höheren Wasserspiegel der Oberhavel und des Berlin-Spandauer Schifffahrtskanals mit dem niedrigeren Wasserspiegel der Spreehaltung zwischen der Mühlendammschleuse und der Schleuse Charlottenburg. Sie teilt die Wasserstraße in eine etwa acht Kilometer lange Havel- und eine etwa vier Kilometer lange Spreehaltung. Zuständig für Betrieb und Unterhaltung ist das Wasserstraßen- und Schifffahrtsamt Spree-Havel.

## Geschichte
Gegen Mitte des 19. Jahrhunderts wurde als Folge des wirtschaftlichen Aufschwungs in der Region eine direkte Wasserstraßenverbindung zwischen den damals noch eigenständigen Städten Berlin und Spandau immer dringender. Verschiedene Gründe, wie die zum einen schwierige Schifffahrt auf der unregulierten Unterspree, bevor das Wehr und die ersten beiden Schleusenkammern der Schleuse Charlottenburg gebaut wurden, und der Wunsch nach einer Verkürzung des Fahrweges zum Finowkanal und zur Oder führten zwischen 1847 und 1859 zum Bau der damals noch Spandauer Canal genannten Wasserstraße. Der Verkehr zwischen Berlin und den östlichen Landesteilen Preußens in Richtung Finowkanal sollte erleichtert werden. Die neugeschaffene direkte Kanalverbindung verkürzte den Weg um etwa sechs Kilometer, indem sie den stark gewundenen Unterlauf der Spree umging. Der 12,20 km lange Schifffahrtskanal, der im Wesentlichen die gleiche Querschnittsgestaltung wie der im Jahre 1850 eröffnete Landwehrkanal erhielt, war für Finowmaßschiffe mit Abmaßen von 40,20 m Länge, 4,60 m Breite und einer Tragfähigkeit bis 170 Tonnen ausgelegt. Diese Maße waren letztlich vorgegeben durch die Abmessungen der Schleusen des Finow-Kanals.

### Erste Schleuse
Die erste Schleuse Plötzensee befand sich am damaligen Kilometer 7,99 (52° 32′ 27,6″ N, 13° 19′ 50,2″ O) der neugeschaffenen Wasserstraßenverbindung zwischen Spree und Havel westlich der Seestraßenbrücke (ab 1859 Nördliche Seestraßenbrücke). Die Schleusenkammer entstand als Schleppzugschleuse für Finowmaß mit versetzten Häuptern von 47,50 m Länge und 6,04 m Torweite. Die Kammer selber war etwa zehn Meter breit, sodass zwei Kähne gleichzeitig geschleust werden konnten. 
Im Normalfall liegt der an der Staustufe der Schleuse Spandau angestaute Wasserspiegel der oberen Havelhaltung höher als der der Spree. Damals kam es bei Hochwassersituationen vor, dass der Wasserstand der unregulierten Unterspree, die Schleuse und das Wehr Charlottenburg gab es noch nicht, höher lag als der Havelwasserstand in der Haltung der Oberhavel. Aus diesem Grund erhielt die erste Schleuse Plötzensee für ihre Kammer bidirektionale Stemmtore, doppelte Stemmtore mit entgegengesetzter Stemmung, um sowohl die Havel- als auch die Spreehaltung gegeneinander abwehren zu können. Nach der Regulierung der Unterspree und dem Bau des Wehres und der Schleusen in Charlottenburg in den Jahren 1882–1885 konnte auf diese Sicherheitsmaßnahme verzichtet werden, sodass die entgegengesetzt wirkenden Doppeltore entfielen.

### Neubau der Schleuse
Mit königlicher Verordnung von 1906 wurde für die Herstellung des Großschifffahrtsweges Berlin-Stettin ein königliches Hauptbauamt mit Sitz in Potsdam eingerichtet. Der offizielle Baubeginn für den Großschifffahrtsweg erfolgte am 19. September 1906 mit dem ersten Spatenstich am Durchstich von Criewen nach Schwedt. Neben Plötzensee und Spandau waren die dortigen Schleusenanlagen aus dem 19. Jahrhundert durch eine Doppelschleuse in Plötzensee bzw. eine Einkammerschleuse in Spandau für 600-Tonnen-Schiffe zu ersetzen. Ein zusätzlicher Durchstich zum Charlottenburger Verbindungskanal entstand südlich, von der Südlichen Seestraßenbrücke überspannt.
Die neue Doppelkammerschleuse Plötzensee wurde 1912 für die Schifffahrt freigegeben. Die Schleusenkammern erhielten angepasst an das Plauer Maßschiff eine nutzbare Länge von 67,20 m, eine Breite von 10,00 m sowie eine Drempeltiefe von 3,00 m. Das Bauwerk wurde auf Holzpfählen gegründet. Die Sohle entstand aus durchlässigem Großpflaster. Kammerwände und Schleusenhäupter wurden aus Beton erbaut und teilweise verklinkert. Um das Jahr 1927 wurden die hölzernen Tore durch Stahltore ersetzt. Die Südkammer der Schleusenanlage in Plötzensee ist nicht in Betrieb (Stand: 2024).

## Bilder und Karten

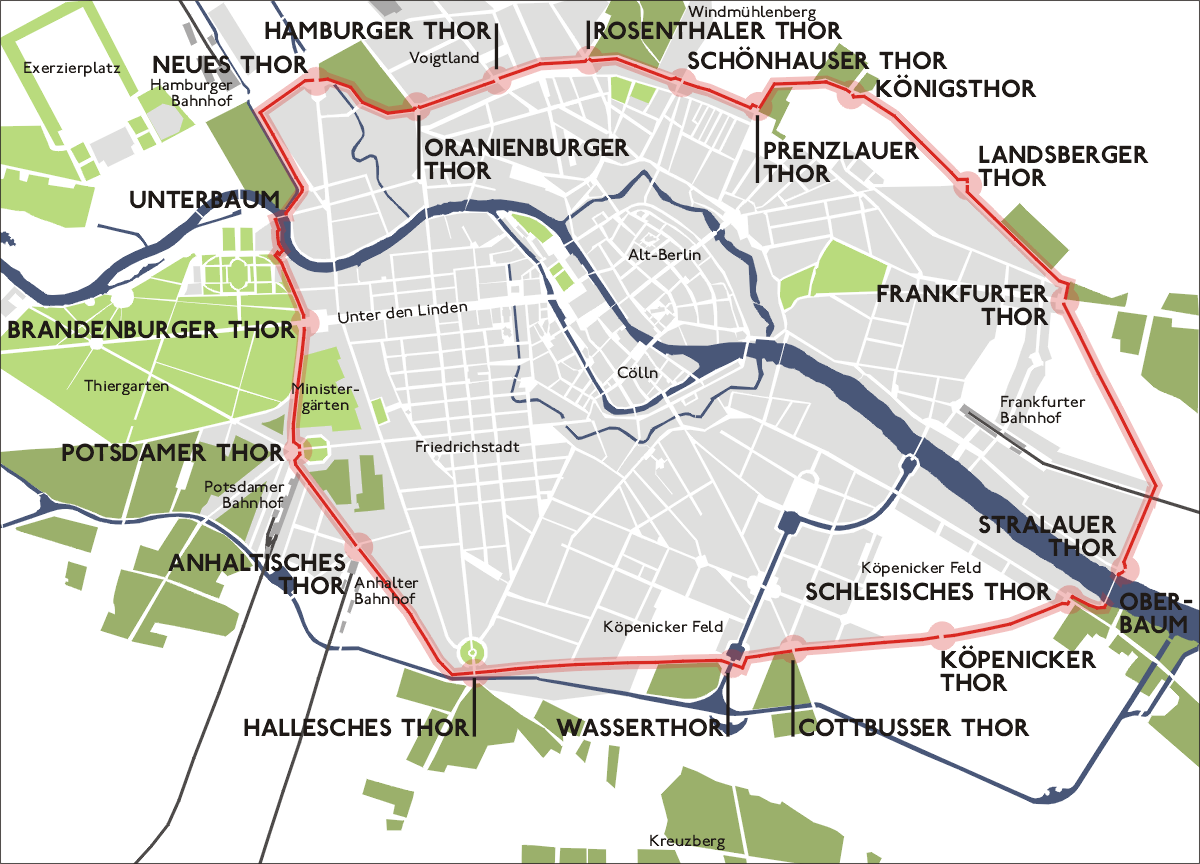
Wasserstraßen in Berlin um 1855
Lage der ersten Schleuse Plötzensee
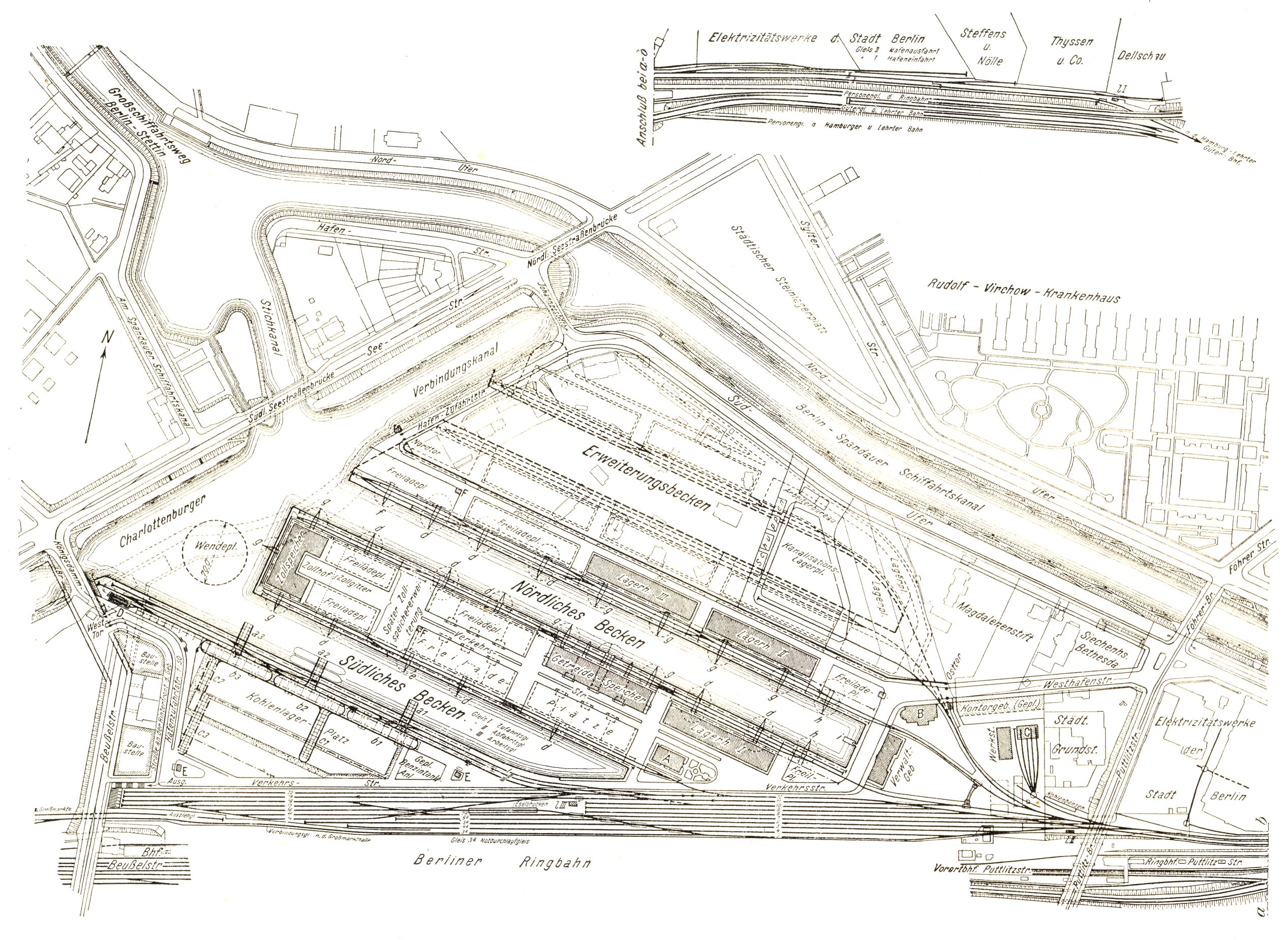
Plan des Westhafens mit neuem Stichkanal unter Südlicher Seestraßenbrücke
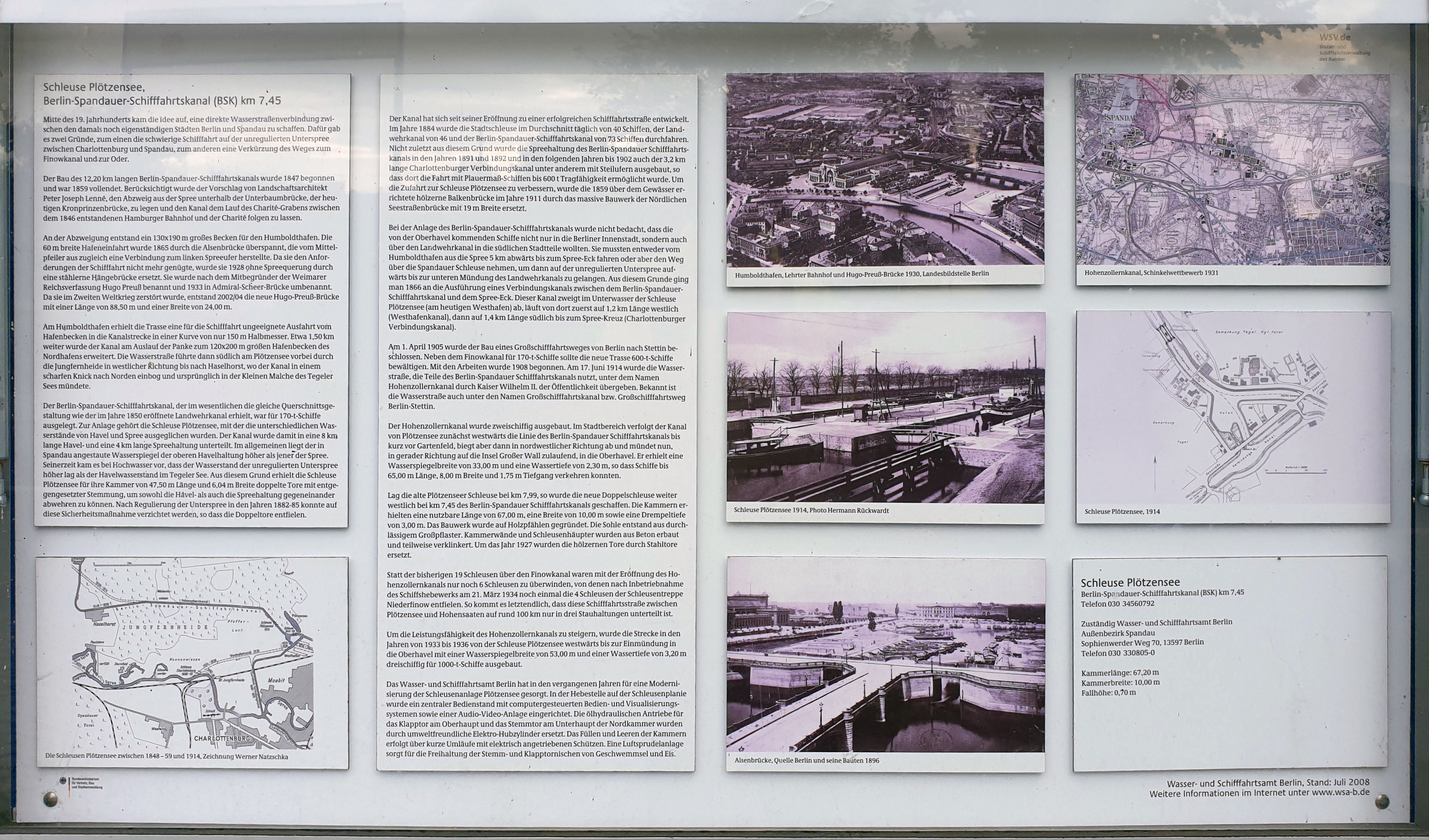
Geschichte der Schleuse
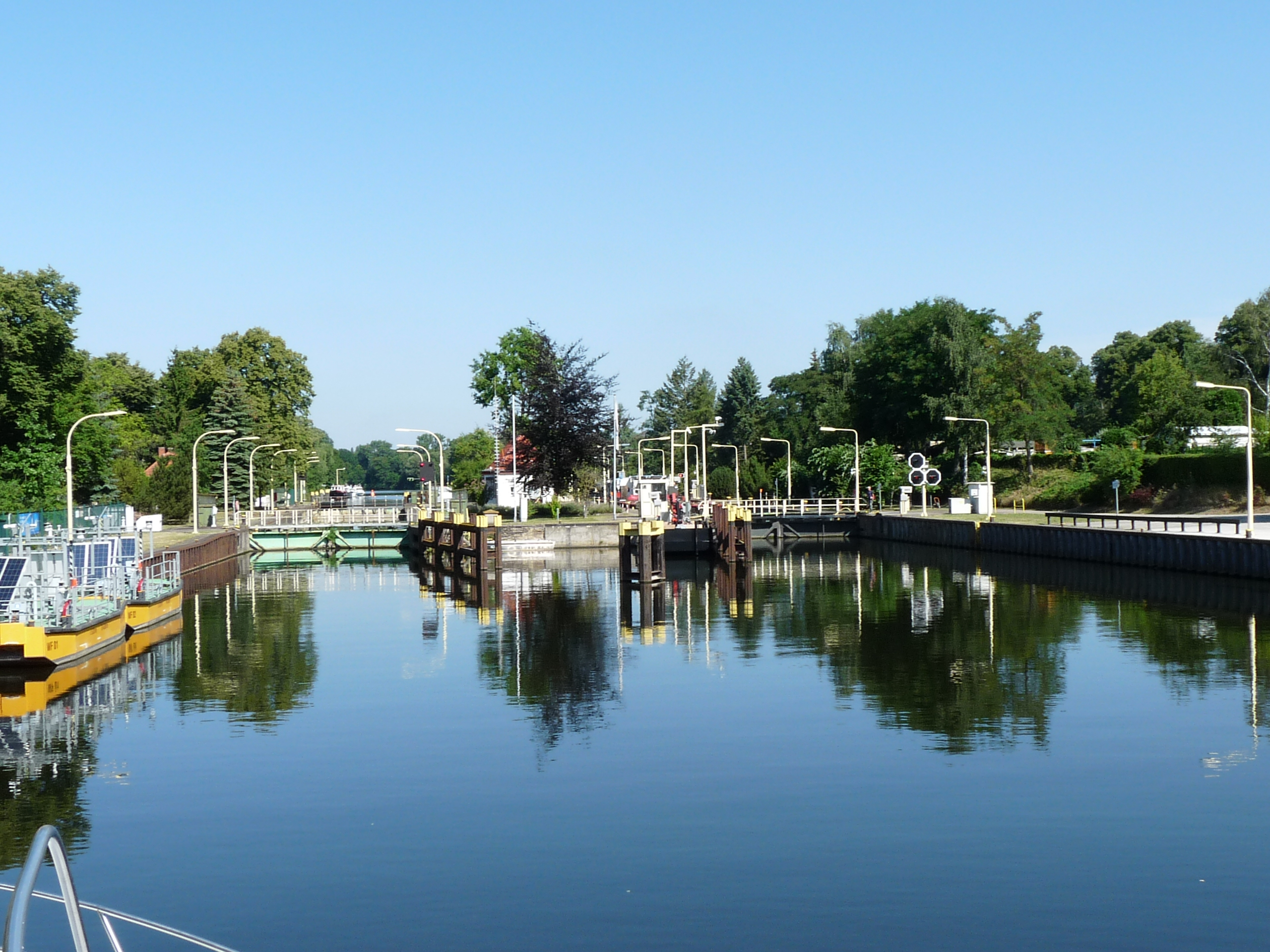
Südkammer links, Nordkammer rechts, Unterwasser westhafenseitig
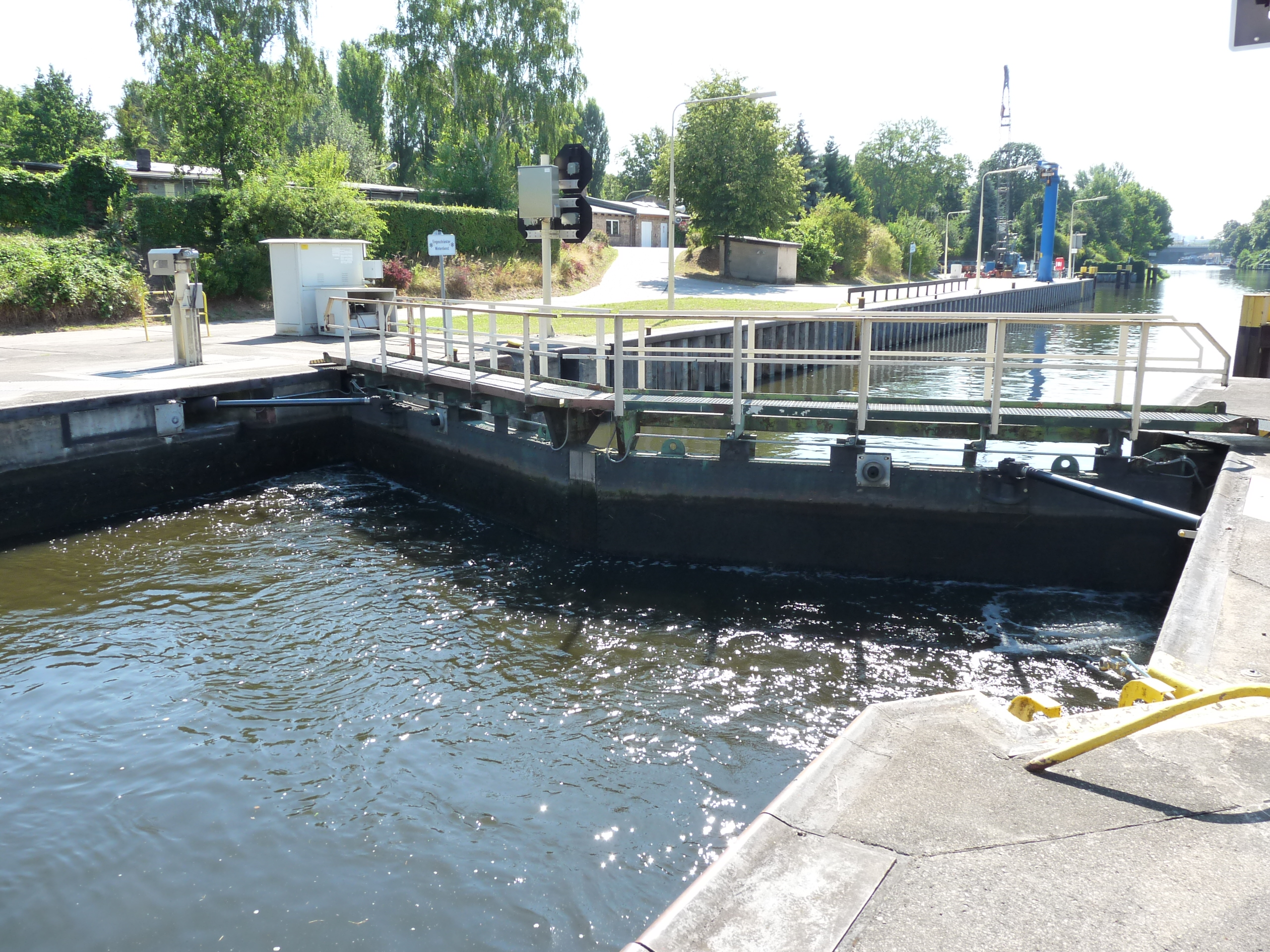
Stemmtor Nordkammer zum Unterwasser
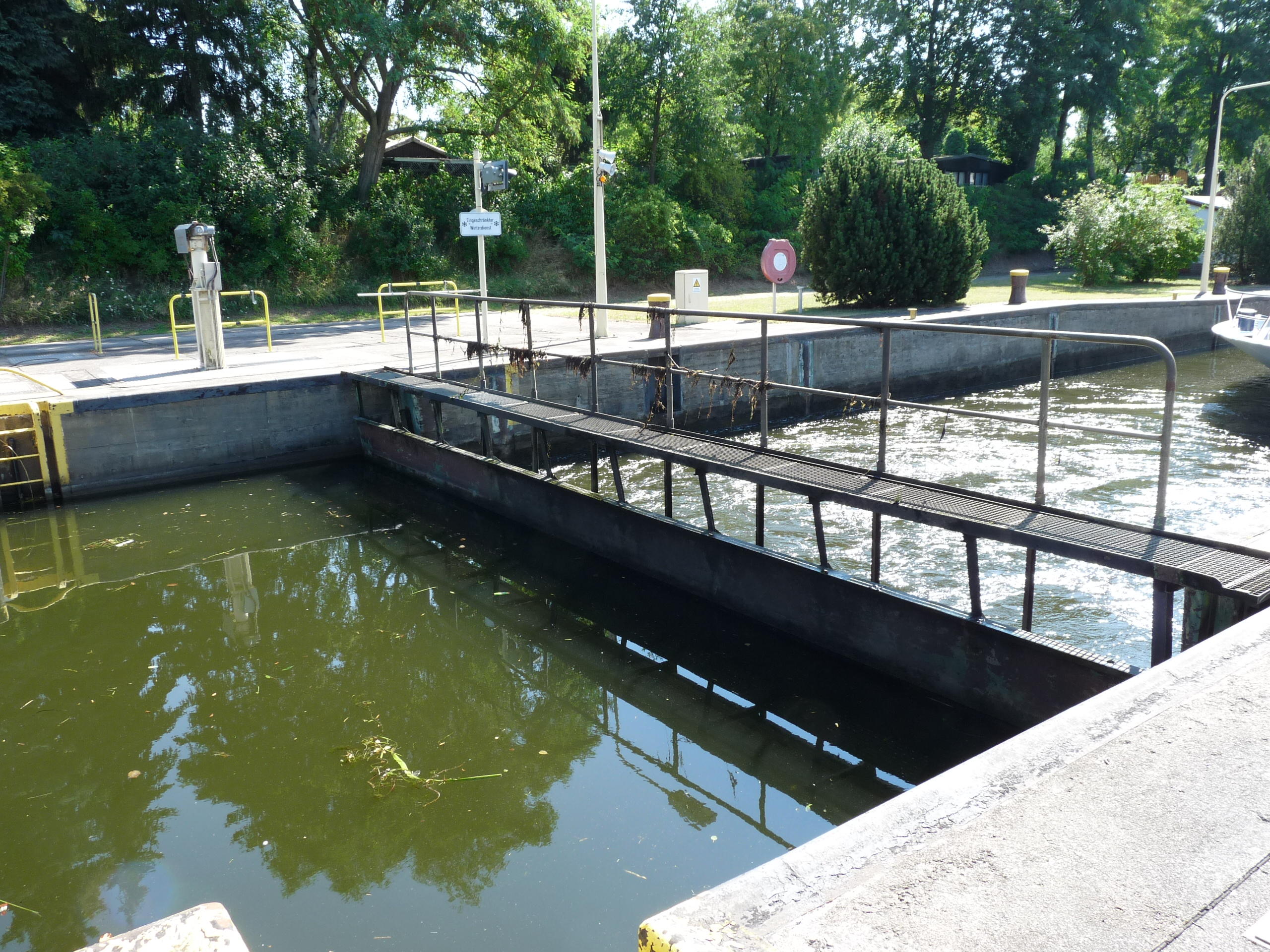
Klapptor Nordkammer zum Oberwasser
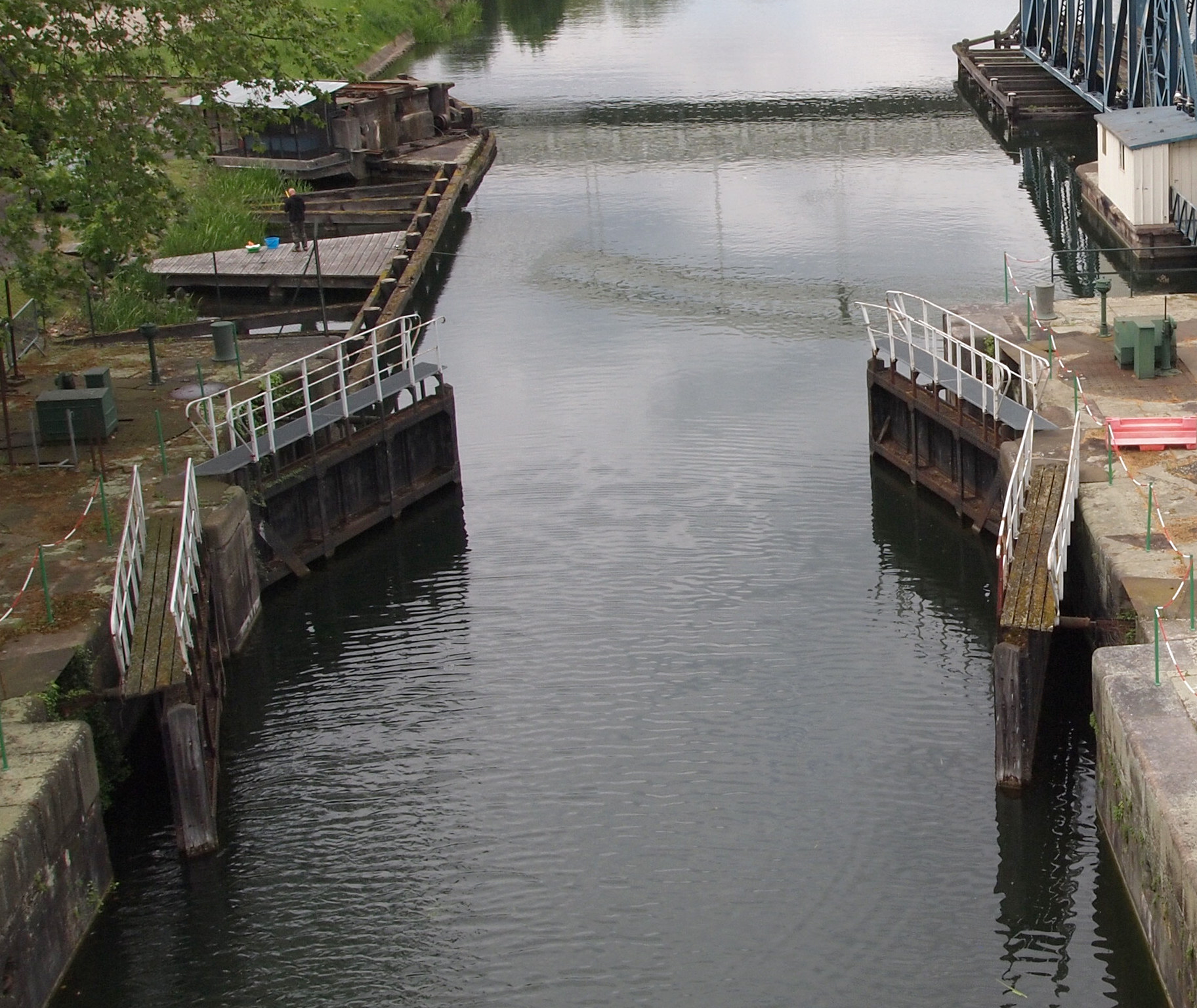
Bidirektionales Stemmtor, Beispielbild

## Karten
- Folke Stender: Redaktion Sportschifffahrtskarten Binnen 1. Nautische Veröffentlichung Verlagsgesellschaft, ISBN 3-926376-10-4.
- W. Ciesla, H. Czesienski, W. Schlomm, K. Senzel, D. Weidner: Schiffahrtskarten der Binnenwasserstraßen der Deutschen Demokratischen Republik 1:10.000. Band 4. Herausgeber: Wasserstraßenaufsichtsamt der DDR, Berlin 1988, OCLC 830889996.